# Кршете
Кршете (итал. Carsette) је насељено место у Републици Хрватској у Истарској жупанији. Административно је у саставу Града Буја.
Кршете су мало земљорадничко насеље у плодној долини која се пружа према мору. Подручје је насељено од древних времена како сведоче и епиграфски римски налази на том терену.
Најзначајнија зграда је црква св. Петра и Павла из XVI века. Црква је обновљена 1885. године. У значајнији инвентар цркве убрајају се два камена лика у ниском рељефу исклесана на ступићима који вероватно предстваљају св. Петра и Павла из XII или XIII века, а припадају серији сличних дела на истарском подручју, међу којима су два уграђена у једну зграду у Поречу, а један у средину прочеља цркве св. Сервула у Бујама.

## Становништво
Према задњем попису становништва из 2001. године у насељу Кршете живело је 136 становника који су живели у 45 породичних домаћинстава.
Кретање броја становника по пописима 1857—2001.
| година пописа  | 1857. | 1869. | 1880. | 1890. | 1900. | 1910. | 1921. | 1931. | 1948. | 1953. | 1961. | 1971. | 1981. | 1991. | 2001. |
| бр. становника | 246   | 261   | 177   | 186   | 268   | 272   | 500   | 560   | 268   | 184   | 185   | 144   | 141   | 143   | 136   |

Напомена:До 1991. исказује се под именом Каршете. У 1857, 1869, 1921. и 1931. садржи податке за насеље Гамбоци. 